# Гредіштя-де-Мунте
Гредіштя-де-Мунте (рум. Grădiștea de Munte) — село у повіті Хунедоара в Румунії. Входить до складу комуни Орештіоара-де-Сус.
Село розташоване на відстані 262 км на північний захід від Бухареста, 35 км на південний схід від Деви, 130 км на південь від Клуж-Напоки.

## Населення
За даними перепису населення 2002 року у селі проживали 213 осіб, з них 210 осіб (98,6%) румунів. Рідною мовою 211 осіб (99,1%) назвали румунську.